# Фантастикини, Эннио
Э́ннио Фантастики́ни (итал. Ennio Fantastichini; 20 февраля 1955, Галлезе, Лацио — 1 декабря 2018, Неаполь) — итальянский актёр кино, театра и телевидения.

## Биография
Родился 20 февраля 1955 года в Галлезе, провинция Витербо и был вторым сыном маршала карабинеров (его старший брат Пьеро Фантастики́ни — известный художник и скульптор). Он жил во Фьюджи, где его отец командовал местной воинской частью, до 1975 года, когда переехал в Рим, где учился актерскому мастерству в Национальной академии искусств им. Сильвио Д'Амико.
В кинематографе дебютировал в 1983 году в фильме Паоло Болоньи «Fuori dal giorno». Его прорывной ролью был Томмазо Скалиа в «Открытых дверях» Джанни Амелио, роль, которая принесла ему Серебряную ленту, Ciak d'oro и специальную европейскую кинопремию как открытие года в Европе.
В 2007 году за роль в фильме «Сатурн в противофазе» номинирован на премию «Давид ди Донателло» как лучший актер второго плана.
В 2010 году за роль в «Холостых выстрелах» Ферзана Озпетека он получил премию «Давид ди Донателло» как лучший актер второго плана.
В том же году ему была присуждена премия «Серебряная лента» в номинации лучшая мужская роль второго плана.
Умер 1 декабря 2018 года в Неаполе из-за кровоизлияния в мозг в университетской больнице им. Федерико II, где он находился в течение пятнадцати дней в связи с острым промиелоцитарным лейкозом.
Есть сын.

## Фильмография
- 1983 — Вне дня (итал. Fuori dal giorno) — монтажёр, друг Лео
- 1984 — Юноша из Эбалус (итал. Il ragazzo di Ebalus) — террорист
- 1985 — Злоумышленники, как всегда, неизвестны (итал. I Soliti ignoti vent'anni dopo) — Доменико, бывший муж Марисы
- 1985 — Охотники за шедеврами (итал. Caccia al ladro d'autore)
- 1988 — Парни с улицы Панисперна (итал. I Ragazzi di via Panisperna) — Энрико Ферми, главная роль
- 1990 — Открытые двери (итал. Porte aperte) — Томмазо Скалиа
- 1990 — Станция (итал. La Stazione) — Данило, главная роль
- 1990 — Челлини. Преступная жизнь (итал. Una Vita scellerata) — герцог Козимо Медичи
- 1991 — 18 лет как одна неделя (итал. 18 anni tra una settimana)
- 1991 — Простая история (итал. Una storia semplice)
- 1991 — Профессиональные тайны доктора Апфельглюка (фр. Les Secrets professionnels du Dr. Apfelglück)
- 1991 — Тайны тёмных джунглей (итал. I Misteri della giungla nera) — Фара́х
- 1991 — Удушливая жара (итал. Caldo soffocante) — Джулиано Феррини, главная роль
- 1992 — Блондинка (итал. La BIonda) — Альберто, главная роль
- 1992 — Гангстеры (англ. Gangsters)
- 1993 — Дело Дозиера (итал. Il Caso Dozier) — Винченцо Маски, главная роль
- 1994 — Семейная жизнь Антонио Х. (итал. La Vera vita di Antonio H.)
- 1995 — Сколько осталось до рассвета (итал. A che punto è la notte)
- 1995 — Спрут 7: Расследование гибели комиссара Каттани (итал. La Piovra 7 - Indagine sulla morte del comissario Cattani) — Саверио Бронта
- 1996 — Августовская ярмарка (итал. Ferie d'agosto) — Руджеро Маццалупи, главная роль
- 1997 — Арлетт (фр. Arlette) — эпизод
- 1999 — Без особых причин (итал. Senza movente)
- 2000 — Иосиф из Назарета (итал. Gli Amici di Gesù - Giuseppe di Nazareth) — Ирод, главная роль
- 2000 — Против ветра (итал. Controvento) — Леонардо
- 2002 — Наполеон (фр. Le tricorne de Napoléon) — Жозеф Бонапарт
- 2002 — Роза Фунцека (итал. Rosa Funzeca)
- 2003 — На исходе ночи (итал. Alla fine della notte)
- 2004 — Побег невиновных (итал. La Fuga degli innocenti) — Марко Сокки, главная роль
- 2004 — Судья чести (итал. Paolo Borsellino) — Джованни Фальконе
- 2005 — Человек, ставший Папой Римским (итал. Karol, un uomo diventato Papa)
- 2006 — Чёрная стрела (итал. La Freccia nera) — Раньеро ди Ротенбург, главная роль
- 2007 — Ночной автобус (итал. Notturno bus) — Матера
- 2007 — Он пытается лететь (итал. Prova a volare)
- 2007 — Сатурн в противофазе (итал. Saturno contro) — Серджио
- 2009 — Монстр Флоренции (итал. Il mostro di Firenze)
- 2009 — Морская фиалка (итал. Viola di mare)
- 2009 — Поступай правильно (итал. La Cosa giusta) — главная роль
- 2009 — Фортапаш (итал. Fort Apache Napoli) — Кассано, бурмистр
- 2010 — Холостые выстрелы (итал. Mine vaganti) — Винченцо Кантоне, главная роль
- 2012 — Вишенка на новогоднем торте (фр. La Cerise sur le gâteau)
- 2013 — Нелегальная студия (итал. Studio illegale) — Джузеппе Собрерони, главная роль
- 2014 — Извините, если я существую! (итал. Scusate se esisto!) — доктор Рипамонти
- 2014 — Помнишь меня? (итал. Ti ricordi di me?) — Амедео
- 2015 — Макс и Элен (итал. Max e Helene) — Симон Визенталь, главная роль
- 2017 — Музыка тишины (итал. La Musica del silenzio) — Джованни
- 2017 — Семья (итал. Una famiglia) — Джорджио